# Клюева, Нина Георгиевна
Ни́на Гео́ргиевна Клю́ева (11 июня 1899 года — 24 августа 1971 года) — советский микробиолог, член-корреспондент АМН СССР (1945).

## Биография
Окончила медицинский факультет университета в Ростове-на-Дону (1921).
- 1921—1930 врач в Ростовском санитарно-бактериологическом институте.
- 1930—1948 зав. отделом Центрального института эпидемиологии и микробиологии и зав. сектором Всесоюзного института экспериментальной медицины;
- 1930—1941 (по совместительству) доцент, затем профессор и зав. кафедрой микробиологии ЦИУВ.
- 1948—1951 — зав. лабораторией биотерапии АМН СССР.
- 1950—1953 — основатель, заведующая кафедрой микробиологии Московского медицинского института МЗ РСФСР, переведенного в 1950 году в Рязань[2].
- с 1954 г. — зав. отделом, затем научный руководитель и зав. лабораторией противораковых препаратов Государственного контрольного института медицинских биологических препаратов им. Л. А. Тарасевича.

Получила вакцинные штаммы возбудителей холеры, тифа и паратифа, разработала комбинированную сухую вакцину против кишечных инфекций (пентавакцина).
С 1931 г. в специально созданной секретной лаборатории занималась разработкой противоракового препарата «круцин» (другое название «КР» — аббревиатура фамилий авторов: Клюева-Роскин).
Автор более 100 научных работ, посвященных в основном проблеме изменчивости бактерий, антибиотикам, кишечным инфекциям.
Член-корреспондент АМН СССР (1945).
Муж (1940) — Григорий Иосифович Роскин (1892—1964) — специалист в области цитологии и протозоологии, один из основателей Всероссийского общества протозоологов.
В 1946 году монография Клюевой и Роскина «Биотерапия злокачественных опухолей» была опубликована в США. Их обвинили в предательстве интересов Родины. В газетах появились статьи о продажных ученых. Константин Симонов написал пьесу «Чужая тень», Александр Штейн — ещё одну: «Закон чести», режиссёр Абрам Роом поставил по ней фильм «Суд чести» — историю о том, как советская учёная продает секрет спасительного лекарства за флакон французских духов. Фильм получил Сталинскую премию за 1949 год.
В 1955 году все обвинения были сняты.
В 1968 году круцин приказом Минздрава СССР был исключен из номенклатуры лекарственных средств, в 1972 году закрыли его производство.
Умерла в Москве в августе 1971 года, похоронена на Введенском кладбище (8 участок).

## Награды
Награждена орденом «Знак Почёта» и медалями.

## Избранная библиография
- Сыпной и возвратный тиф / Н. Г. Клюева, В. Л. Троцкий. — [Москва]; [Ленинград]: [Гос. мед. изд-во], [1933] (Загорск : тип. «6 Октябрь»). — 20 с.
- Клюева Н. Г., Роскин Г. И. Биотерапия злокачественных опухолей. М., 1946.
- Клюева Н. Г., Роскин Г. И. Проблема противораковых антибиотиков. М., 1957.
- Штаммы, стандарты и диагностические препараты [Текст]: Труды Межинститутской науч. конференции / М-во здравоохранения СССР. Упр. ин-тов вакцин и сывороток; Под ред. Н. Г. Клюевой [и др.]. - Москва: Бюро науч. информации, 1961.
- Klyuyeva N.G., Roskin G.I. Biotherapy of malignant tumors. Oxford etc., 1963.
- Противораковый антибиотик круцин // Сб.работ /Под ред. Л.Б. Левинсона, Н. Г. Клюевой. М., 1968.